# Maji de Watashi ni Koi Shinasai!
Maji de Watashi ni Koi Shinasai!! (яп. 真剣で私に恋しなさい! Люби меня, серьёзно!), сокр. Majikoi!! (まじこい!) — японская компьютерная игра в жанре визуальный роман для взрослых разработчика Minato Soft, выпущенная для PC 28 августа 2009 года (первая версия) на DVD и 30 октября 2009 года (регулярная версия) на двух DVD.
Продолжение под названием Maji de Watashi ni Koishinasai!! S было выпущено в 2012 году. Серию из пяти фандисков Maji de Watashi ni Koishinasai!! планировалось выпустить на протяжении 2013 года.
Манга-адаптация публикуется в журнале Comp Ace с мая 2010 года, аниме-версия транслировалась с октября по декабрь 2011 года. Sentai Filmworks лицензировала аниме-сериал для США под названием Majikoi ~ Oh! Samurai Girls для телевидения и домашнего просмотра в 2012 году. MVM films лицензировала сериал для показа в Великобритании в 2013 году.

## Сюжет
Действие происходит в городе Каваками, который славится сильной преданностью своим самурайским предкам. Здоровый дух борьбы очень ценится и даже является важным фактором успеха в школе. Древние боевые искусства даже введены в школьную программу. Самурайский дух в почёте, проблемы решают силой и боевыми навыками. Однако Ямато Наоэ (яп. 直江 大和 Наоэ Ямато), в отличие от своих друзей, не выделялся особыми способностями в этой сфере. Ямато, студент второго курса Академии Каваками, не расстается со своими близкими друзьями (тремя парнями и тремя девушками). Несмотря на то, что у них много других друзей, эта группа из семерых человек особенно дружна. У них даже есть секретная база, где они встречаются. С нового семестра к ним в группу вступают две новые девушки, и вскоре после этого начинают происходить изменения.